# Siné
Maurice Sinet, més conegut pel nom artístic de Siné, (París, 31 de desembre de 1928 - París, 5 de maig de 2016) va ser un dibuixant francès.
Humorista irreductible, ha estat un dels dibuixants satírics més populars i polèmics de França. El seu dibuix senzill i impactant ha influenciat a molts altres dibuixants, com ara a Perich que en fou un gran admirador.
Siné ha dibuixat per molts mitjans, com L'Express, o L'Évenement du Jeudi, però sempre ha tingut problemes per publicar els seus dibuixos, de manera que ha acabat fundant les seves pròpies revistes on dibuixar les seves caricatures absolutament provocatives. Ha fundat L'Enragé, Siné Massacre, participa en la fundació de Charlie Hebdo, així com de La Grosse Bertha.
Actualment encara dirigeix la seva revista Siné Mensuel, que és la continuació de Siné Hebdo, revista que va fundar quan va deixar la redacció de Charlie Hebdo.